# 高尾野ダム
高尾野ダム（たかおのダム）は、鹿児島県出水市、二級河川・高尾野川水系高尾野川に建設された県営ダムである。

## 沿革
高尾野川は総延長19.6キロメートルの河川である。しかし、昭和30年代当時は河川改修が進んでいなかったため梅雨期や台風時にたびたび氾濫を起こし、堤防の決壊及び洪水による高尾野町(現在は出水市・野田町と新設合併し消滅)の被害総額は過去10年間で約3億円に達したとされる。                                                                    
この災害を未然に防ぐ方策として洪水調節を目的とした鹿児島県初の県営ダムである高尾野ダムの建設が計画された。昭和35年にダム建設のための調査、設計が開始され、翌年昭和36年12月1日に着工、昭和41年5月31日に竣工した。
また、高度経済成長期に建設されたダムの中では建設途中の労働災害による作業員の殉職者が出なかった数少ないダムでもある。

## アクセス
肥薩おれんじ鉄道線高尾野駅より徒歩約１時間